# Teliostachya
Teliostachya là chi thực vật có hoa trong họ Acanthaceae.